# Zetor
«Zetor» (с 1 января 2007 года «Zetor Tractors») - чешский производитель сельскохозяйственной техники. Компания была основана в 1946 году. Штаб-квартира расположена в чешском городе  Брно . С 29 июня 2002 является единственным акционером является «HTC Holdings» из Словакии. Компания производит тракторы и компоненты для них.
Компания Zetor была первым производителем, разработавшим и изготовившим навесы безопасности для тракторов. За свою 70-летнюю историю компания Zetor продала более 130 тысяч тракторов. В настоящее время модельный ряд Zetor включает шесть моделей мощностью от 40 до 160 лошадиных сил.
За рубежом компания Zetor представлена семью филиалами в Северной Америке, Великобритании, Франции, Германии, Польше, Словакии и Индии. В 2015 году 86% от общего объема производства компании было направлено в зарубежные страны. В дополнение к традиционным рынкам сбыта, таким как Польша, Чехия, Словакия и Германия, ее продукция также экспортируется в Великобританию, Францию, Ирландию и Литву.

## Другие сервисы
Zetor также производит и продает отдельные детали для двигателей и тракторов. Самая строгая стадия IV. Компания предоставляет запасные части и послепродажное обслуживание по всему миру. В настоящее время на складе Zetor имеется более 20 000 оригинальных запасных частей для всех типов тракторов Zetor, начиная с унифицированных серий I, II и III и заканчивая современными моделями, поэтому даже тракторы старше 40 лет имеют полную сервисную поддержку. Zetor также производит оригинальные масла под торговой маркой Zetor.

## Галерея

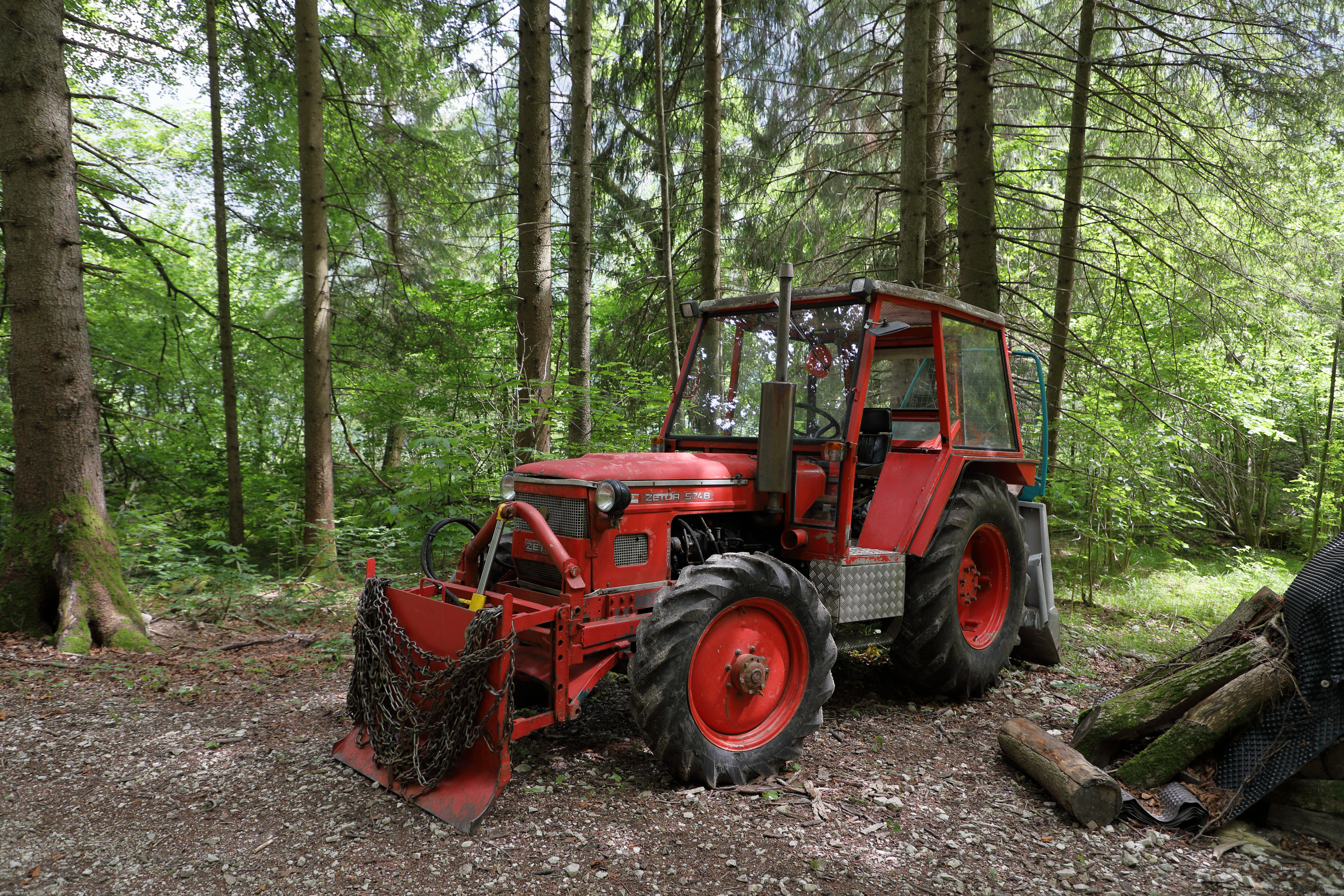
Zetor 5748

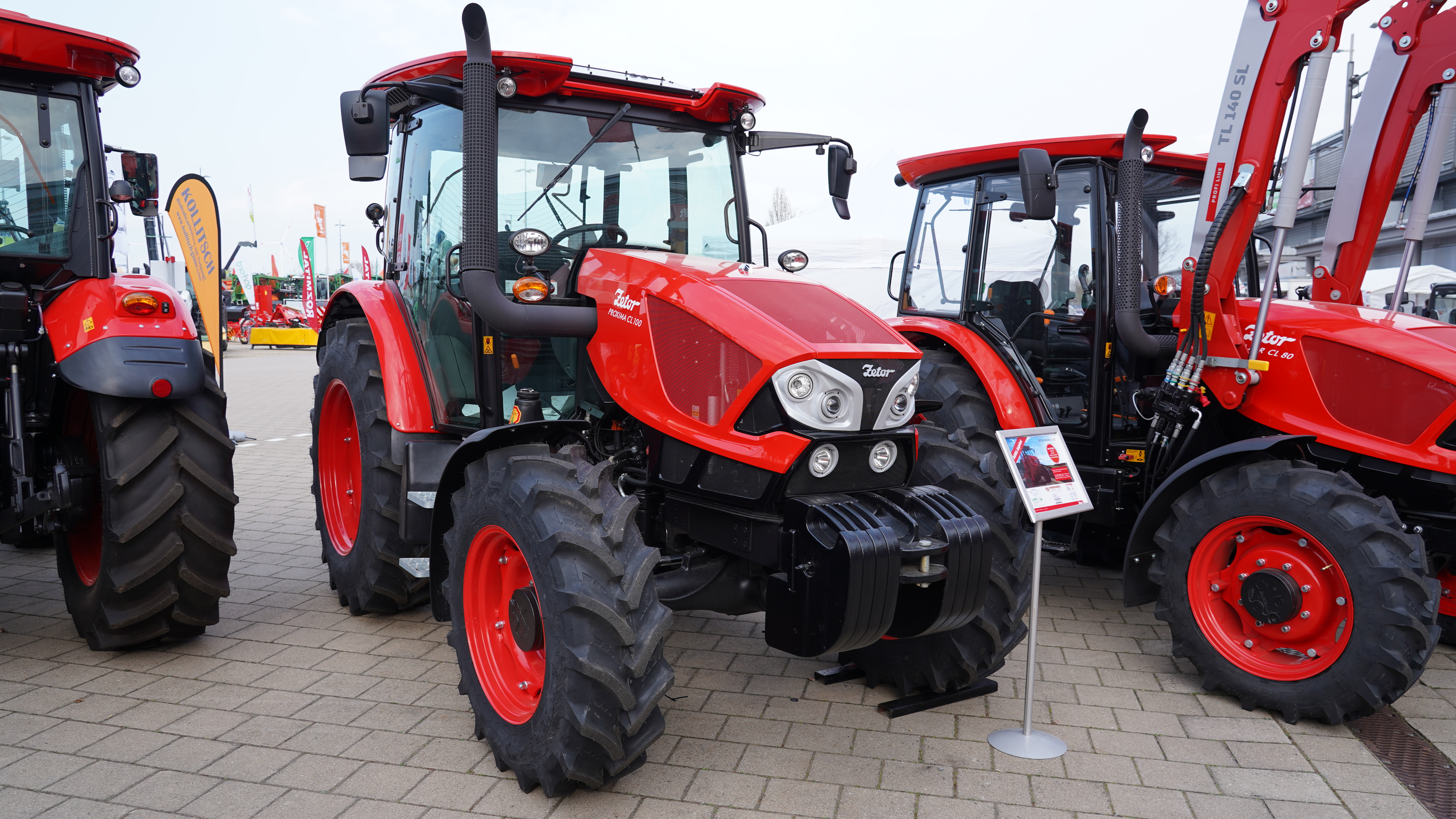
Zetor Proxima CL 100

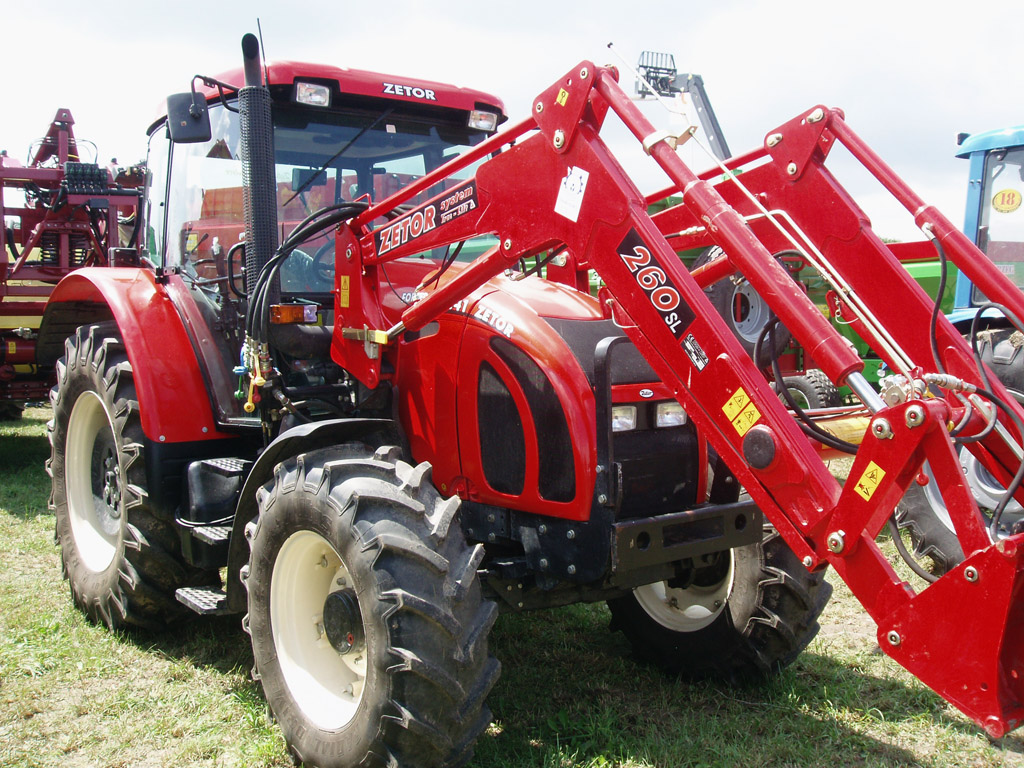
Zetor Forterra 10641

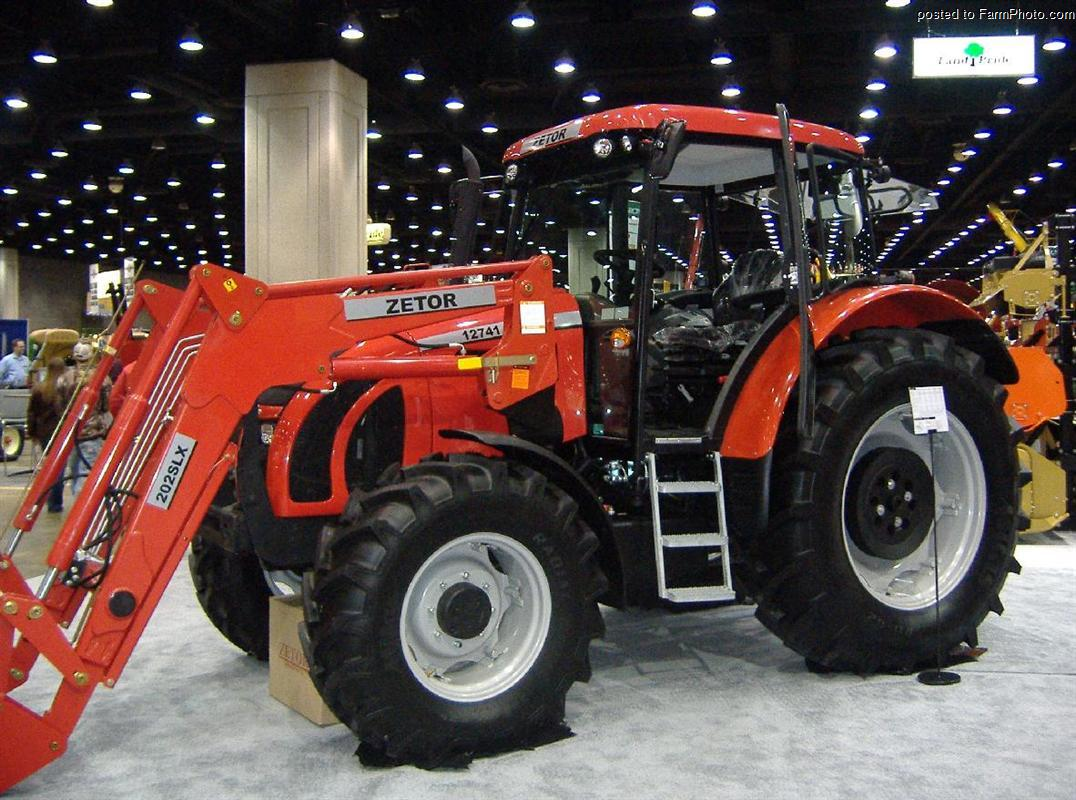
Zetor 12741 (2010) в 2011 году